# 51e division de fusiliers de la Garde
Pour les articles homonymes, voir 51e division.
« 51e division de fusiliers motorisés de la Garde (1957) » redirige ici. Pour la 51e division active de 1964 à 1992, voir 15e division de fusiliers de la Garde.
La 51e division de fusiliers de la Garde (en russe : 51-я гвардейская стрелковая дивизия) est une unité d'infanterie de la Garde soviétique pendant la Seconde Guerre mondiale, créée en novembre 1942. Après 1945, elle prend garnison à Ventspils (République socialiste soviétique de Lettonie) jusqu'à sa dissolution en 1960.

## Historique

### Seconde Guerre mondiale

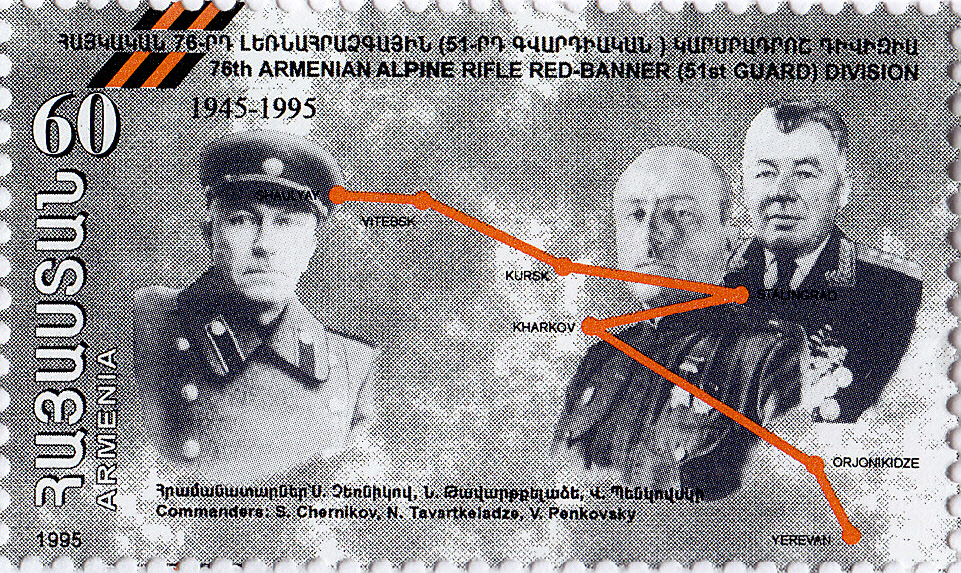
Timbre arménien de 1995 en l'honneur de la de fusiliers/ de la Garde.

La 51e division de fusiliers est créée le 23 novembre 1942 par renommage de la 76e division de fusiliers. Ses unités sont renumérotées le 27 novembre. La division a l'ordre de bataille suivant :
- 154e régiment de fusiliers de la Garde
- 156e régiment de fusiliers de la Garde
- 158e régiment de fusiliers de la Garde
- 122e régiment d'artillerie de la Garde
- 60e groupe (divizion) indépendant antichar de la Garde
- 68e batterie d'artillerie antiaérienne de la Garde (à partir du 20 avril 1943)
- 52e compagnie de reconnaissance de la Garde
- 59e bataillon de sapeurs de la Garde
- 78e bataillon indépendant de transmissions de la Garde
- 563e bataillon médico-sanitaire (renuméroté 62e)
- 53e compagnie indépendante de défense chimique de la Garde
- 611e compagnie automobile (renumérotée 55e)
- 639e boulangerie de campagne (renumérotée 57e)
- 644e infirmerie militaire divisionnaire (renumérotée 48e)
- 206e bureau de poste de campagne
- 232e bureau de campagne de la Gosbank.

La division hérite des décorations de la 76e division de fusiliers, unité formée en Arménie décorée de l'ordre du Drapeau rouge et nommée en l'honneur de K.I. Vorochilov. La 51e division de fusiliers de la Garde est décorée de l'ordre de Lénine le 19 juin 1943. Elle reçoit le 10 juillet 1944 le titre honorifique Vitebskaïa (Витебская, « de Vitebsk ») pour son action dans la libération de cette ville (offensive de Vitebsk-Orcha).

### Guerre froide
À partir de l'été 1945, la 51e division de fusiliers de la Garde est rattachée à divers corps du district militaire de Léningrad et est en garnison à Ventspils,,.
De 1947 à juin 1950, la division est réduite sous le nom de 42e brigade séparée de fusiliers de la Garde.
Le 25 juin 1957, la division est transformée en 51e division de fusiliers motorisés. Ses régiments gardent leur numéro mais les régiments de fusiliers deviennent des régiments de fusiliers motorisés. La division est dissoute, toujours en garnison à Ventspils, le 10 janvier 1959 ou le 10 mars 1960. Ses soldats rejoignent principalement les forces de missiles stratégiques. Son héritage, son drapeau et ses décorations passent en 1961 à la 29e division de missiles de la Garde (en).

## Commandants
Pendant la guerre, la division est commandée par les officiers suivants :
- 23 novembre 1942 - 20 juillet 1943 : général-major Nikolaï Tavartkiladzé (colonel jusqu'au 27 novembre 1942)
- 21 juillet 1943 - 17 septembre 1943 : colonel Ivan Soukhov
- 18 septembre 1943 - 26 janvier 1944 : colonel Nikolaï Kaladzé
- 27 janvier 1944 - 23 août 1944 : général-major Sergueï Tchernikov
- 24 août 1944 - 9 mai 1945 : colonel Ivan Priakhine